# Duckelbau
Der Duckelbau ist ein manuelles Abbauverfahren, das insbesondere für unregelmäßig vorkommende, dicht unter der Erdoberfläche liegende Lagerstätten mit geringer Mächtigkeit verwendet wurde. Das Verfahren wurde bereits vor Jahrtausenden bei der Feuersteingewinnung angewandt. Man nutzte das Verfahren dort, wo das Abtragen der Deckschichten zu aufwändig war. Das Verfahren wurde in mehreren Regionen bis ins 18. Jahrhundert, teilweise sogar bis ins 19. Jahrhundert, angewendet. Mit dem Aufkommen neuerer Maschinentechnik wurde der Duckelbau unwirtschaftlich.

## Grundlagen und Geschichte
Bereits in der Jungsteinzeit begannen die Menschen mittels bergbaulicher Techniken Bodenschätze, wie z. B. den Hornstein, oder Feuerstein zu gewinnen. Dabei erfolgte die Gewinnung der Lagerstätteninhalte mit einfachen Methoden und Werkzeugen und wurde, je nach örtlicher Gegebenheit, im einfachen Tagebau oder teilweise auch im Untertagebau durchgeführt. Oftmals begannen die damaligen Bergleute ihre Suche nach den Hornsteinflözen, indem sie trichterförmige etwa vier Meter tiefe Pingen erstellten und erst später zum Duckelbau übergingen. Große Grubengebäude ließen sich mit den damaligen Methoden und Techniken nicht erstellen, man beschränkte sich auf das Graben von brunnenartigen Vertiefungen, um damit die Hornsteine zu gewinnen, die man nicht an der Tagesoberfläche fand. Pro Jahr wurden in einigen Gebieten von den jungsteinzeitlichen Bergleuten mit den damaligen Methoden etwa 20 Duckel erstellt. Später wurde der Duckelbau bis zum Beginn der Neuzeit immer wieder für den Betrieb von kleinen Bergwerken genutzt. Insbesondere zum Abbau von unregelmäßigen Lagerstätten war diese Methode geeignet. Aber auch für den Abbau von Erznestern, wie z. B. Limonit, wurde diese Methode angewendet. Im 17. Jahrhundert kam der Duckelbau beim Abbau von Kupferschiefer zur Anwendung. Der Vorteil dieser Methode war, dass sie sehr kostengünstig war. Ab der ersten Hälfte des 19. Jahrhunderts wurden in einigen Bergrevieren an den Duckelbau, insbesondere an die Schachtzimmerung der Reifenschächte, von Seiten der Bergbehörde höhere Sicherheitsauflagen gestellt. Hinzu kam im Laufe der Jahre immer mehr verbesserte Maschinentechnik im Bergbau zur Anwendung. Die behördlichen Auflagen und die verbesserte Maschinentechnik machten den Duckelbau unwirtschaftlich.

## Das Verfahren

Duckelbau mit Flöz

Beim Duckelbau erfolgt der Abbau mittels kleiner Schächte, so genannter Duckeln, welche bis auf die Lagerstätte abgeteuft wurden. Die Duckel hatten oft einen Durchmesser von nur 75 cm bis zu 1,35 Meter. Duckel wurden typischerweise in Abständen von etwa zwanzig Meter auf das Flöz gegraben. Die Teufe der Duckel lag oft zwischen vier und sechs Metern, es wurden aber auch Teufen von zehn Metern erreicht. Um Steinschlag zu vermeiden, wurden die Schächte oftmals mit einem provisorischen Ausbau aus Reisigruten versehen. Einen so ausgebauten Schacht bezeichnete man dann als Reifenschacht. Die Abbauhöhe überstieg beim Duckelbau in der Regel kaum mehr als 0,5 Meter. Aufgrund der geringen Teufen von weniger als 30 Metern zählen die so erstellten Grubenbaue zum Tagesnahen Bergbau.
Von diesen kleinen Schächten ausgehend wurden kleine Versuchsörter strahlenförmig in die Lagerstätte getrieben. Das Lager wurde so weit wie möglich rings um den Schacht ausgebeutet. Der Abbau der Lagerstätte wurde dabei meistens bis etwa sechs bis sieben Meter in mehrere Richtungen betrieben. Die Weitungen wurden meistens unregelmäßig erstellt. Der Abbau erfolgte beim Duckelbau fast immer nur auf einer Sohle. Auf der Front wurde kreisförmig um den Schacht abgebaut, bis der Duckel zu Bruch ging. Teilweise wurden die bereits abgebauten Bereiche mit Abraummaterial versetzt, um die entstandenen Hohlräume abzustützen. Dadurch ersparten die Bergleute sich die Abförderung des tauben Gesteins und die Gefahr eines vorzeitigen Einsturzes verringerte sich. Der Transport der nutzbaren Mineralien wurde mit Kübeln, Säcken oder Weidekörben durchgeführt, die bis zum Schacht gezogen oder geschoben wurden. Erreichte die Lagerstätte eine Höhe, die nicht mehr bauwürdig war, wurde der alte Duckel verlassen und in einiger Entfernung ein neuer gegraben.
In einigen Gebieten wurden bis zu 500 Duckel nebeneinander angelegt. Auf die Fläche verteilt entstanden so in einigen Regionen bis zu 20.000 Duckel. Obwohl der Duckelbau gewöhnlich in Tiefen von bis zu zehn Metern betrieben wurde, wurde dieses Abbauverfahren in einigen Ländern sogar in Teufen bis zu 200 Meter angewendet. Aus dieser Tiefe wurde das Erz mit Haspeln abgefördert und auch die Fahrung erfolgte maschinell. Eine Sonderform des Duckelbaus, die im Ton- und Erzbergbau angewendet wurde, sind die sogenannten Glockenschächte. Dies waren Schächte, bei denen der Durchmesser mit zunehmender Teufe konisch erweitert wurde.

## Schwierigkeiten
Der Duckelbau wurde meist von ungelernten Bergleuten betrieben. Oftmals kam es hierbei zu schweren oder tödlichen Unfällen, wenn Teile des Duckels zusammenbrachen und die darin arbeitenden Bergleute verschüttet und nicht rechtzeitig geborgen werden konnten. Die Bergleute waren sehr schweren Belastungen ausgesetzt. Sie mussten die Rohstoffe aufgrund der geringen Abmessungen der Duckel entweder in geduckter Haltung oder oftmals auch liegend gewinnen und lagen deshalb oft mehrere Stunden auf der nassen und kalten Sohle. Das Erz wurde oft bei einer Hohlraumhöhe von nur rund einem halben Meter mit der Keilhaue aus dem Gebirge herausgeschlagen. Auch wenn das Flöz nur in den unteren drei bis zehn Zentimetern erzführend war, musste eine Mindesthöhe von etwa einem halben Meter herausgearbeitet werden, um genügend Bewegungsraum zu haben. Grenzen setzte beim Duckelbau auch die ungenügende Bewetterung der Abbauörter. Die tägliche Abbauleistung betrug häufig nur um die zwei bis 2,5 Zentner Erz. Durch die Vielzahl der niedergebrachten Duckel wurde ein späterer Abbau der tieferliegenden Lagerstättenteile erschwert.

## Verbreitung
Das Abbauverfahren fand Anwendung bei Eisenerzen wie Raseneisenstein, in der Eifel auf Brauneisenstein und in Oberschlesien auf Toneisenstein. Im Harz und im südlichen Bereich des Kyffhäuser-Gebirges wurde mit diesem Verfahren in erheblichem Umfang Kupferschiefer abgebaut. Auch wurde es beim Seifenbergbau angewendet und Silex wurde im Feuersteinbergwerk von Abensberg-Arnhofen gewonnen. Im südlichen Ruhrgebiet nutzte man teilweise bis in die erste Hälfte des 18. Jahrhunderts den Duckelbau, um tagesnahe Steinkohlenflöze zu gewinnen. In der Kurpie und angrenzenden Regionen diente der Duckelbau zur Förderung von Bernstein auf holozäner Lagerstätte. In Nubien wurde der Goldbergbau im Duckelbau betrieben, in Spanien der Abbau von Bleiglanz und in Ostgalizien die Gewinnung von Erdwachs (Ozerit).